# Большие Ясырки (Аннинский район)
Большие Ясырки — село в Аннинском районе Воронежской области России.
Входит в состав Рубашевского сельского поселения.
Русское село Большие Ясырки расположено в северо-восточной части Воронежской области, в лесостепной зоне, в пределах Окско-Донской равнины на левом берегу реки Битюг.
Первоначально были Ясырки. Приставка «Большие» появилась с возникновением по соседству Малых Ясырок. Свое название населенный пункт получил по озеру Ясырскому (сейчас это озеро «Ильмень»), которое, в свою очередь, имеет в основе названия татарское слово «ясырь» — «невольник, пленник». Предположительно, здесь была стоянка татар.

## География

### Улицы
- ул. Жданова,
- ул. Калинина,
- ул. Ленина,
- ул. Луговая,
- ул. Мичурина,
- ул. Молодёжная,
- ул. Октябрьская,
- ул. Первомайская,
- ул. Советская,
- ул. Центральная.

## Население
| 1859 | 1897  | 2000 | 2005 | 2010 |
| ---- | ----- | ---- | ---- | ---- |
| 1839 | ↗2570 | ↘795 | ↘751 | ↘646 |

## История
Село Ясырки основано в 1686 г. служилыми людьми. В 1701 г. в селе также дворцовых крестьян из переселенных из под Ярославля. До революции село входило в состав Бобровского уезда. С 1923 в составе Садовской волости Усманского уезда, а с 1935 по 1957 гг. в состав Садовского района. После вошло в состав Аннинского района.